# Bonnie Bedelia
Bonnie Bedelia, född Bonnie Bedelia Culkin den 25 mars 1948 i New York, är en amerikansk skådespelare. Bedelia är känd för rollen som polisen John McClanes hustru Holly i Die Hard-filmerna. 
Hon är faster till barnskådespelarna Macaulay Culkin, Kieran Culkin och Rory Culkin.

## Filmografi i urval
- När man skjuter hästar så... (1969)
- Lovers and Other Strangers (1970)
- Salem's Lot (1979)
- Heart Like a Wheel (1983)
- The Boy Who Could Fly (1986)
- Alex: The Life of a Child (1986, TV)
- Die Hard (1988)
- Die Hard 2 (1990)
- Misstänkt för mord (1990)
- Needful Things (1993)
- Judicial Consent (1993)
- På tal om kärlek (1994)
- Sordid Lives (2000)
- The Division (2001-2004)
- Manhood (2003)
- Berkeley (2005)
- CSI: Crime Scene Investigation avs. "Grissom's Divine Comedy" (2008)
- Sordid Lives: The Series (2008)
- The Noel Diary (2022)
- The Hill (2023)